# Euscelis taigacolus
Euscelis taigacolus är en insektsart som beskrevs av Dlabola 1971. Euscelis taigacolus ingår i släktet Euscelis och familjen dvärgstritar. Inga underarter finns listade i Catalogue of Life.